# 10 d'octubre
El 10 d'octubre és el dos-cents vuitanta-tresè dia de l'any del calendari gregorià i el dos-cents vuitanta-quatrè en els anys de traspàs. Queden 82 dies per finalitzar l'any.

## Esdeveniments
Països Catalans
- 879 - Ripoll (el Ripollès): Guifre el Pilós, comte de Barcelona, hi funda el monestir.
- 1923 - 
  - Barcelona: s'inaugura el Teatre Coliseum.[1]
  - Barcelona: S'estrena al teatre Romea Les veus de la terra, de Josep Maria de Sagarra.[2]
- 1934 - Barcelona: Últim número del setmanari L'Opinió, suspès per l’autoritat militar.[3]
- 1994 - 
  - Cambrils: Rierada de Cambrils del 1994.
  - Catalunya: Es produeixen greus inundacions en diversos indrets.
- 1961 - Barcelona: S'instal·la l'escultura del Sagrat Cor al temple del Tibidabo.[4]
- 2001 - Xàtivaː S’inaugura el nou Gran Teatre de Xàtiva, amb la posada en escena del musical «Greasse Tour».[5]
- 2017 - Barcelona: Se signa la Declaració d'Independència de Catalunya[6]

Resta del món
- 732 - Poitiers: es lliura la batalla de Tours, on els francs, comandats per Carles Martell, derroten l'exèrcit musulmà i aturen la seva expansió per Europa.
- 1846 - Madrid, Espanya: la reina Isabel II d'Espanya es casa amb el seu cosí Francesc d'Assís de Borbó.
- 1908 - Santiago de Cuba: fundació del Grop Nacionalista Radical.
- 1919 - Viena, Àustria: estrena de l'òpera La dona sense ombra de Richard Strauss.
- 1986 - El Salvador: Un sisme de 7,5 graus al Salvador mata unes 1.500 persones i 200.000 víctimes[7]
- 2015 - Ankara, Turquia: Durant una manifestació pacifista es fan esclatar dues bombes situades entre els manifestants. En l'atemptat hi moren més de 125 persones i més de 400 resulten ferides.[8]
- 2020 - Conflicte de l'Alt Karabakh de 2020: Armènia i Azerbaidjan acorden un alto el foc per raons humanitàries.[9] Poc després, les dues parts s'han acusat mútuament de violar-lo.[10]

## Naixements
Països Catalans
- 1860, Barcelona: Joan Maragall i Gorina, escriptor català (m. 1911).
- 1868, Vinebre: Enriqueta Ferrús i Ribes, llibretera, impressora i escriptora ebrenca, membre de la Renaixença (m. 1922).
- 1903, Ciutadella de Menorca: Francesc de Borja Moll i Casasnovas, lingüista, filòleg i editor menorquí.
- 1908, Barcelona: Mercè Rodoreda i Gurguí, escriptora catalana.[11]
- 1922, Manresa, Bages: Maria Matilde Almendros i Carcasona, actriu i locutora de ràdio catalana (m. 1995).[12]
- 1931, Barcelona: Pilar Barril, jugadora de tennis, onze cops campiona de Catalunya i vint-i-un campiona d'Espanya (m. 2011).[13]
- 1948, Sant Vicent del Raspeig: Luísa Pastor Lillo, política valenciana, primera dona alcaldessa del seu municipi (m. 2018).[14]
- 1956, Castèlginèst: Floréal Martorell, productor musical francès, conegut per la seva tasca en la promoció de la música en la llengua auxiliar internacional esperanto.

Resta del món
- 1696, Guilin, Guangxi (Xina): Chen Hongmou, polític, acadèmic i polític xinès (m. 1771)[15]

- 1684, Valenciennes, Regne de França: Antoine Watteau, pintor francès (m. 1721).[16]
- 1731, Niça, Regne de França: Henry Cavendish, físic i químic britànic (m. 1810).[17]
- 1813, Le Roncole, agregat de Busseto, Emilia Romagna, Itàlia: Giuseppe Verdi, compositor italià d'òperes (m. 1901).
- 1825, Bulhoek, Cap Oriental, Paul Kruger, líder de la resistència bòer contra el Regne Unit i president de la República de Transvaal a Sud-àfrica.(m. 1904).[18]
- 1830, Madrid: Isabel II d'Espanya, princesa d'Astúries i reina d'Espanya (m. 1904).
- 1853, Amsterdam: Jeanne Immink, alpinista holandesa pionera a les Dolomites (m. 1929).[19]
- 1861, Christiania (actual Oslo), Noruega: Fridtjof Nansen, explorador noruec, Premi Nobel de la Pau de 1922 (m. 1930).
- 1874, Karlsruhe: Minnie Nast, soprano alemanya (m. 1956).[20]
- 1893, Begla: Lilly Daché, modista i barretera nord-americana nascuda a França (m. 1989).[21]
- 1900, Washington DC, Estats Units: Helen Hayes, actriu estatunidenca.[22]
- 1906, Xangai (Xina): Fei Mu, guionista i director de cinema xinès (m. 1951).[23]
- 1910, Dengzhou, Henan (Xina): Yao Xueyin, escriptor xinès, Premi Mao Dun de Literatura de l'any 1982 (m. 1999).
- 1913, Antananarivo (Madagascar): Claude Simon, escriptor francès, Premi Nobel de Literatura de l'any 1985 (m. 2005).
- 1917, Rocky Mount, Carolina del Nord, (EUA): Thelonius Monk, pianista de jazz i compositor estatunidenc (m. 1982).[24]
- 1924, 
  - Poughkeepsie, Nova York, Estats Units: Ed Wood, director, productor, guionista, editor i actor de cinema. Considerat el pitjor director de cinema de la història (m. 1978).
  - París: Ludmilla Tchérina, ballarina, actriu, escultora, pintora, novel·lista francesa.[25]
- 1930:
  - Hackney, Londres, Anglaterra, Regne Unit: Harold Pinter, dramaturg i poeta anglès, Premi Nobel de Literatura de l'any 2005 (m. 2008).
  - Menin, Bèlgica: Yves Chauvin, químic francès, Premi Nobel de Química de l'any 2005 (m. 2015).
- 1936, Stuttgart (Alemanya): Gerhard Ertl, físic alemany, Premi Nobel de Química de l'any 2007.
- 1950, Silver Spring, Maryland, (EUA): Nora Roberts, també coneguda com a Eleanor Marie Robertson Aufem-Brinke Wilder i amb els pseudònims de Sarah Hardesty, Jill March, i J.D. Robb, escriptora estatunidenca de novel·la romàntica.[26]
- 1955, Milà, Italia: Elisabetta Viviani, actriu, cantant i presentadora de televisió.
- 1957, Niigata, Japó: Rumiko Takahashi, mangaka japonesa, autora d'Inuyasha, Ranma ½ i moltes altres obres.[27]
- 1958, Seminole, Texas, EUA: Tanya Tucker, cantant estatunidenca.
- 1959, Croydon, Anglaterra: Kirsty MacColl, cantant anglesa, la veu femenina de Fairytale of New York (m. 2000).[28]
- 1967, San Francisco, Califòrnia, EUA: Gavin Newsom, governador de Califòrnia.
- 1971, Moscou, URSS: Ievgueni Kissin, pianista de música clàssica.
- 1984, Oceanside, Estats Units: Elana Meyers Taylor, corredora de bobsleigh estatunidenca.[29]
- 1990, Glória d'Oeste, Brasil: Rafael Tolói, futbolista brasiler
- 1991, Austràlia: Gabriella Cilmi, cantant

## Necrològiques
Països Catalans
- 1392, Vallbona de les Monges: Saurena d’Anglesola, abadessa al monestir de Santa Maria.[30]

- 1965, Ciutat de Mèxic: Amadeu Aragay i Daví, polític, empresari i sindicalista català.
- 1995, Andorra la Vella: Esteve Albert i Corp, poeta, autor teatral, historiador i promotor cultural català.
- 2012, Barcelona: Oriol Casassas i Simó, pediatre català.

Resta del món
- 1806, Roma:Theresa Concordia Maron, pintora alemanya coneguda pel seu talent per a la miniatura i el pastel (n.1725).[31][32]
- 1896, Istanbul: Abd Allah Nadim, periodista, escriptor, assagista i poeta egipci.
- 1922, Marussi, Grècia: Andreas Karkavitsas, escriptor naturalista grec.
- 1943, Camp de concentració d'Auschwitz: Charlotte Salomon, pintora alemanya d'origen jueu (n. 1917).[33]
- 1963, Grasse, la Provença: Édith Giovanna Gassion, coneguda com a Édith Piaf, cantant francesa (tot i que oficialment consta que va morir a París l'endemà, el mateix dia que el seu gran amic Jean Cocteau).[34]
- 1983, 
  - Londres (Anglaterra): Ralph Richardson, actor anglès (n. 1902).[35]
  - San José, Costa Rica: Ángela Acuña Braun, primera advocada a l'Amèrica Central (n. 1888).[36]
- 1985:
  - Los Angeles, Califòrnia, EUA: Orson Welles, actor, guionista i director de cinema estatunidenc (70 anys).[37]
  - Nova York (EUA): Yul Brynner, nascut Iuli Boríssovitx Bríner (en rus Юлий Борисович Бринер), actor de cinema i teatre (n. 1920).[38]
- 1988, Caracas, Veneçuela: Joan Pujol i García, conegut com a Garbo, agent doble que desenvolupà un paper clau en l'èxit del desembarcament de Normandia al final de la Segona Guerra Mundial (n. 1912).
- 2000, Gampaha, Kandy (Ceilan): Sirimavo Bandaranaike, primera dona en la història moderna que arribà a cap d'estat (Sri Lanka) (n. 1916)[39]
- 2003, Washington, EUA: Eugene Istomin, pianista, estatunidenc, deixeble i amic de Pau Casals, que va ser enterrat al Vendrell (el Baix Penedès) (n. 1925).[40]
- 2004, Mount Kisco, EUA: Christopher Reeve, actor estatunidenc, director, productor, guionista i autor. Va representar el famós super heroi Superman.
- 2005, Istanbul, Turquia: Attila İlhan, poeta (80 anys).
- 2010, Ginebra, Suïssa: Joan Sutherland, soprano australiana (83 anys).[41]
- 2017, Salamanca: Ma Dolores Gómez Molleda, historiadora espanyola, especialitzada en l'Espanya contemporània.[42]
- 2021, Islamabad, Pakistan: Abdul Qadeer Khan, format com a enginyer metal·lúrgic va ser el pare de la bomba nuclear pakistanesa (n. 1936).[43]

## Festes i commemoracions
- Santoral: sants Gereó de Colònia i Víctor de Xanten, màrtirs; Paulí de York, bisbe; Pinit de Cnossos, bisbe; Daniel i franciscans màrtirs de Ceuta; beat Daniel Comboni, fundador de les congregacions dels Missioners Combonians del Cor de Jesús i de les Germanes Missioneres Pies Mares de la Negritud; venerable Jaume de Sant Pere, dominic màrtir.
- Dia mundial de la salut mental
- Dia de les potències de 10